# قوى نداء السودان
قوى نداء السودان هو تحالف سياسي يضم قوى سياسية مدنية وقوى سياسية معارضة، وتأسس تحالف قوى نداء السودان في عام 2014 بالعاصمة الإثيوبية أديس أببا ، وعند تأسيس التحالف كان يضم حزب الأمة بزعامة الصادق المهدي ، وقوى الإجماع الوطني ، والحركة الشعبية قطاع الشمال ، وحركة العدل والمساواة  حزب التواصل، حركة جيش تحرير السودان  ، وحزب التحالف الوطني السوداني

## مجموعة أحزاب فاشله تعبث بالدوله السودنيه
حزب الأمة
حزب المؤتمر السوداني
الحركة الشعبية قطاع الشمال
حركة تحرير السودان
حركة العدل والمساوة
حزب التواصل
حزب البعث السوداني 
حزب التحالف الوطني السوداني

## أهداف قوى نداء السودان
الحوار والحل السياسي الشامل
تأسيس دولة المواطنة
حل الأزمة السودانية من جذورها
إلغاء القوانين المقيدة للحريات 
انهاء الحرب وإحلال السلام 

## دورها في ثورة ديسمبر
في الأول من يانير 2019 كونت قوى نداء السودان وقوى الاجماع الوطني وتجمع المهنيين السودانييين والاتحادي المعارض قوى اعلان الحرية والتغيير ، وتعتبر قوى اعلان الحرية والتغيير هي القوى القائدة لثورة ديسمبر التي أدت الي الإطاحة بنظام عمر البشير 

## اقرأ أيضا
قوى إعلان الحرية والتغيير
قوى الإجماع الوطني
حزب الأمة
الصادق المهدي